# Kelainai
Sauf précision contraire, les dates de cet article sont sous-entendues « avant l'ère commune » (AEC), c'est-à-dire « avant Jésus-Christ ».
Kelainai, Celaenae (Celænæ, grec moderne : Κελαιναί) ou Célènes, est une cité antique de Phrygie et la capitale de la satrapie perse de Grande-Phrygie. Elle est située près de la source du Méandre, dans ce qui est aujourd'hui le centre-ouest de la Turquie, et sur la grande route commerciale vers l'Est. La ville de Dinar, dans la province d'Afyonkarahisar, occupe aujourd'hui le même site. 

## Histoire

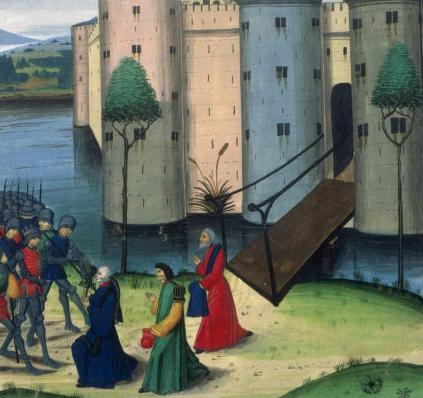
Reddition de Kelainai au temps d'Alexandre dans un manuscrit médiéval.

Kelainai est mentionnée pour la première fois par Hérodote dans le livre VII des Histoires; narrant l'itinéraire de Xerxès vers la Grèce en 480 av. J.-C., il décrit sa situation sur le fleuve Méandre, avec la rivière Catarractes qui s'y jette depuis la ville. Il évoque aussi une légende locale associée au satyre Marsyas. Le fondateur mythique de la cité est Midas, qui aurait, à l'instar d'Athéna, inventé un type de flûte. Xénophon la décrit, dans le livre I de l’Anabase, comme le lieu où Cyrus rassemble ses mercenaires grecs en 401.
En 394 Agésilas II, atteignant le Méandre dans sa marche à travers la Phrygie, consulte un oracle pour déterminer s'il doit attaquer Kelainai. Recevant un présage négatif, il redescend la vallée jusqu'à Éphèse. « En réalité, les présages simplement confirmé une décision antérieure : marcher contre Kelainai serait terriblement risqué. »
À l'hiver 333, Alexandre le Grand parvient à l'extérieur de la ville alors sous la tutelle d'un satrape perse. Quinte-Curce évoque « la richesse de l'agriculture et de l'élevage d'un pays riche dans les villages plutôt que dans les villes » (Histoire d'Alexandre, III, 1, 11). L'armée d'Alexandre se repose dans ses immenses, et célèbres, jardins tandis que les Perses tiennent toujours la forteresse (tetrapyrgia) qui domine la ville. La garnison finit par se rendre à Antigone le Borgne après plusieurs semaines de siège (Alexandre a en effet préféré s'avancer vers Gordion). Elle est la capitale du diadoque jusqu'à sa mort en 301. Eumène de Cardia, son rival, y séjourne en 320.
De Lysimaque, elle passe ensuite à Séleucos, dont le fils Antiochos, comprenant son importance géographique, la refonde sur le site plus ouvert d'Apamée. D'après Ronald Syme, « d'un point de vue topographique, le changement a été moins important que, par exemple, à Nysa, une nouvelle ville, constituée par le synœcisme de trois villages différents ».

## Géographie
Sa position à l'intersection des routes traversant l'Asie Mineure fait de Kelainai un carrefour idéal pour le commerce et une grande étape de caravanes au temps de l'empire achéménide et des royaumes hellénistiques. Trois routes reliant l'Asie Mineure occidentale à Suse y passent.

## Exploration
Le site d'Apamée-Kelainai a fait l'objet de recherches archéologiques par une équipe européenne en 2008-2009, qui ont donné lieu à la publication d'un ouvrage en 2016.